# گودانگ گارام
گودانگ گارام (انگلیسی: Gudang Garam) شرکت دخانیات اندونزیایی است، که در سال ۱۹۵۸ تأسیس شد.